# Xenosporium pirozynskii
Xenosporium pirozynskii är en svampart som beskrevs av K.G. Karand. & Patw. 1992. Xenosporium pirozynskii ingår i släktet Xenosporium,  och familjen Tubeufiaceae.   Inga underarter finns listade.